# Ceratophyllus farreni
Ceratophyllus farreni är en loppart som beskrevs av Rothschild 1905. Ceratophyllus farreni ingår i släktet Ceratophyllus och familjen fågelloppor.

## Underarter
Arten delas in i följande underarter:
- C. f. farreni
- C. f. chaoi